# Villar de Olalla
Villar de Olalla è un comune spagnolo di 1 236 abitanti situato nella comunità autonoma di Castiglia-La Mancia.
Il comune comprende, oltre al capoluogo omonimo, le località di Ballesteros, Caballeros, Barbalimpia, La Avengozar ed El Zarzoso (disabitata).